# جبل العوي (مناخة)

تعديل مصدري - تعديل

جبل العوي هي إحدى قرى عزلة المغارب العليا بمديرية مناخة التابعة لمحافظة صنعاء، بلغ تعداد سكانها 164 نسمة حسب تعداد اليمن لعام 2004.